# 拉加马尔
拉加马尔是巴西米纳斯吉拉斯州的一个市镇。总面积1425.741平方公里，总人口7636人，人口密度5.4人/平方公里。